# Miróbriga
Si se refiere a la ciudad romana homónima, actual Ciudad Rodrigo (Salamanca), véase Ciudad Rodrigo.
Miróbriga turdulorum fue una ciudad de la España antigua, en la Bética, Beturia Túrdula, convento jurídico de Córdoba, que estaba situada cerca de la Tarraconense, en el camino de Augusta Emerita a Caesaraugusta. En el Itinerario de Antonino el lugar se nombraría como una mansio de la vía XXIX.
Actualmente se encuentra en el término municipal de Capilla, al este de la provincia de Badajoz, junto al embalse de la Serena, en una elevación llamada Cerro del Cabezo.

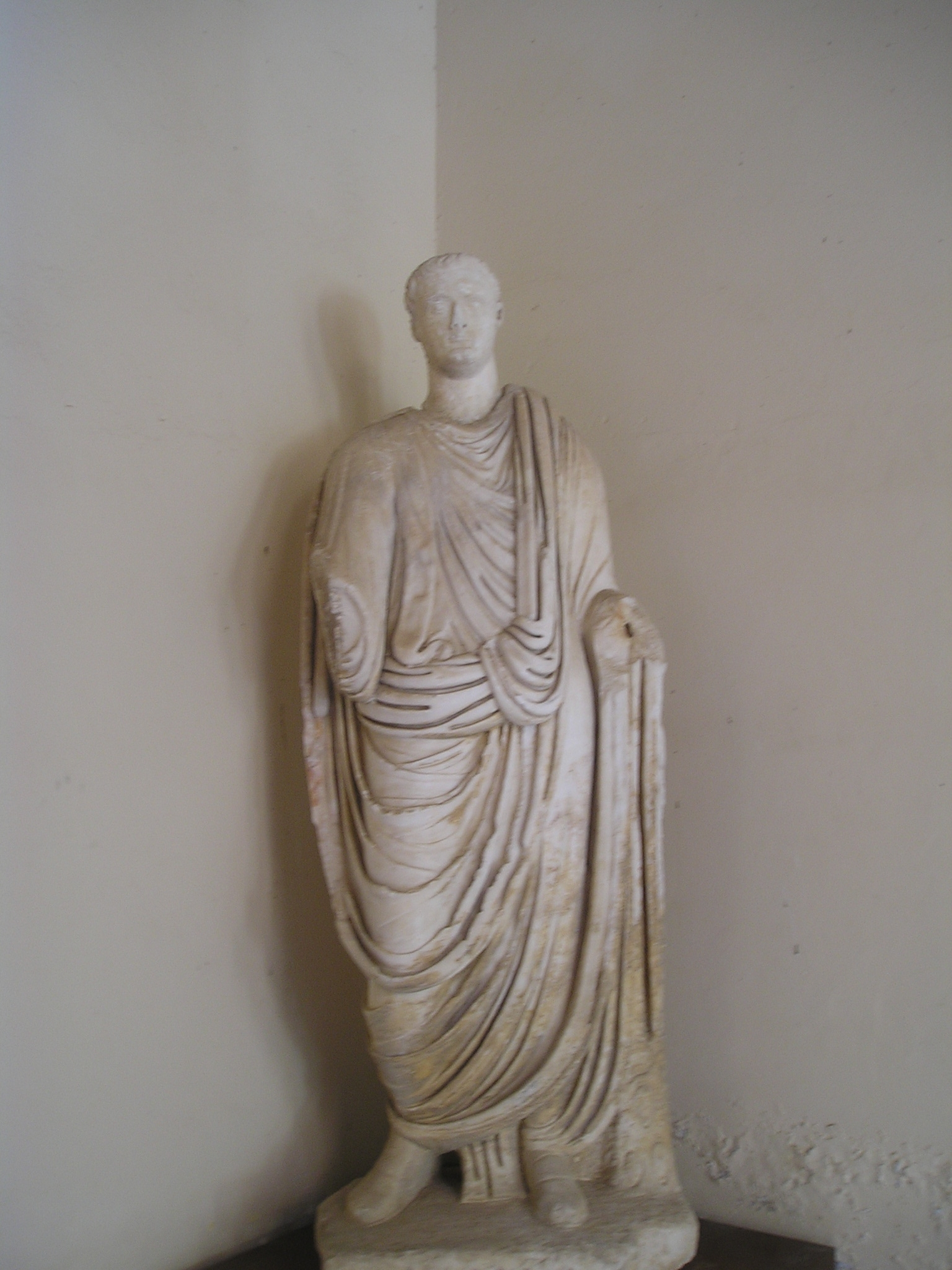
Estatua con un busto del emperador Tiberio, procedente del yacimiento de Miróbriga.

## Historia
Según la información extraída de las excavaciones, la fundación de la ciudad data del 30 a. C. aunque pudo haber sido ocupada anteriormente en época prerromana. Más tarde, durante la dinastía Flavia, el asentamiento se convertiría en un municipio de derecho latino.
La ciudad sería abandonada en torno al siglo II d. C., siendo excavada siglos más tarde, entre 1987 y 1988.
En la zona se han hallado numerosos restos, como esculturas o estelas, destacando una escultura de mármol del emperador Tiberio.
El 9 de octubre de 2023 el Boletín Oficial del Estado publicaría el Decreto 228/2023 del 30 de agosto del mismo año, que declaraba bien de interés cultural el yacimiento del Cerro del Cabezo en la categoría de zona arqueológica.